# Paulus de Castro

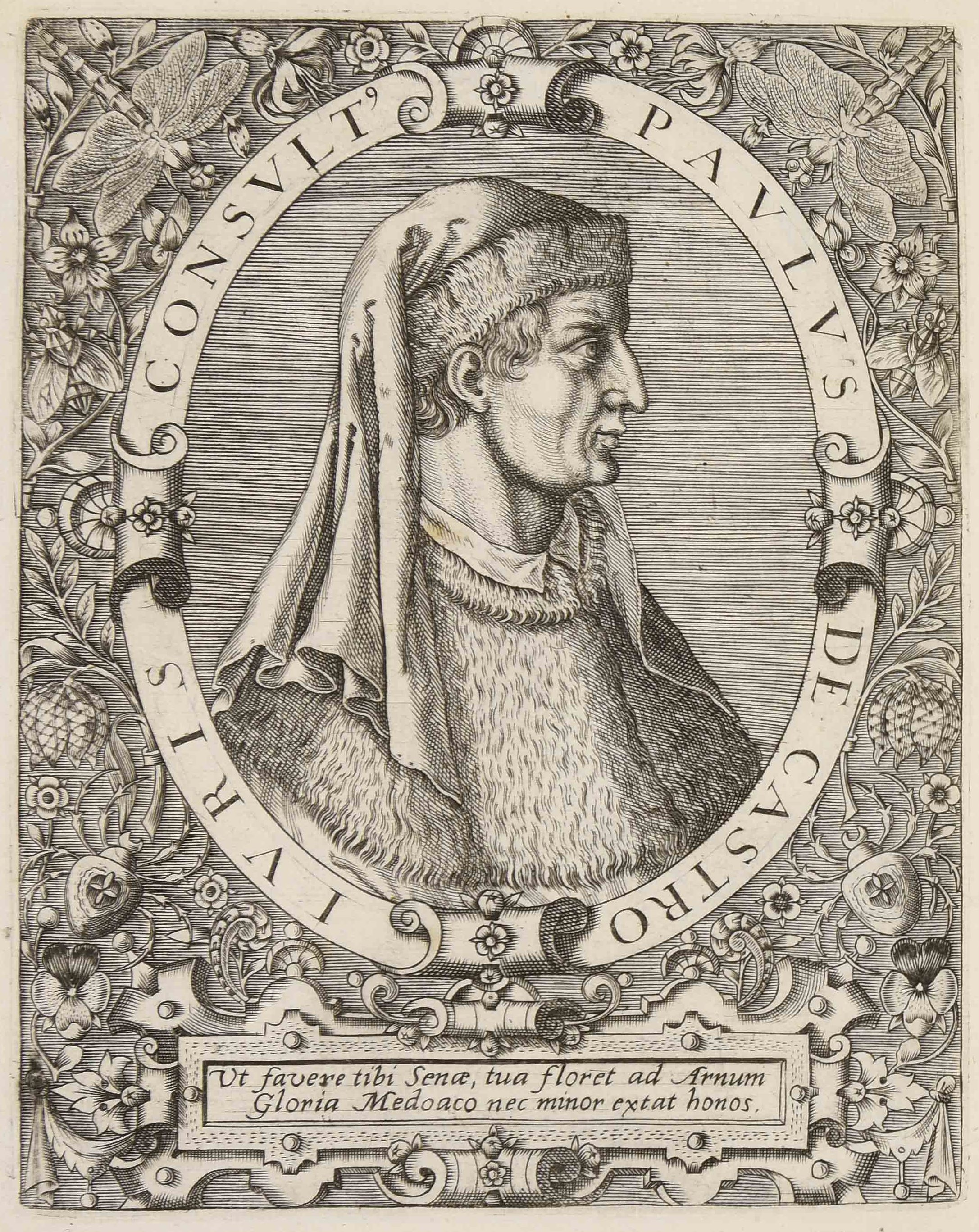
Paulus de Castro

Paulus de Castro, auch Paulus Castrensis (* 1360 oder 1362 in Castro; † 20. Juli 1441 in Padua) war ein italienischer Rechtsgelehrter.

## Leben und Werk
Castro studierte bei Baldus de Ubaldis in Perugia die Rechte. Ab ca. 1380 war er auch Schüler von Christophorus de Castiglione in Pavia. 1386 erwarb Castro an der Universität Avignon den Grad des Doctor iuris utriusque und war dort anschließend als Rechtslehrer tätig. Bezüglich seines folgenden Lebensweges bestehen aufgrund widersprüchlicher eigener Angaben Castros einige Unklarheiten. Laut Savigny ist es am wahrscheinlichsten, dass Castro nur kurz in Avignon tätig war und um 1390 nach Siena ging, um dort als Professor zu unterrichten. Diese Stellung hatte er bis 1394 inne, zwischendurch war er eventuell in Pavia tätig. Jedenfalls lehrte Castro von 1394 bis 1401 an der Universität Avignon und darauf bis 1403 an der Universität Florenz. Vom 1. Februar bis zum 31. Juli 1404 war er Podestà von Viterbo. Anschließend erreichte ihn ein Ruf der Universität Siena, wo er für unbekannte Dauer lehrte. Als gesichert gilt jedoch, dass er jedenfalls von 1413 bis 1414 wieder in Florenz lehrte und seit 1422 sicher in Siena. In Florenz war Castro 1416 an der Überwerkung des Stadtrechts beteiligt und verwaltete zeitweilig ein Vikariat. Von 1424 bis 1429 war er Professor an der Universität Bologna und schließlich von 1429 bis wahrscheinlich zu seinem Tod 1441 an der Universität Padua. Außerdem war Castro Schützling und zeitweilig Auditor von Kardinal Francesco Zabarella. Mitunter wird sein Tod auch auf 1436 oder 1437 festgesetzt, was nach Savigny jedoch durch glaubwürdige Urkunden widerlegt wird.
Wie bereits sein Lehrer Baldus de Ubaldis beschäftigte sich Paulus de Castro vornehmlich mit dem Römischen Recht. Bei dessen Studium zeichnete sich Castro durch einen „damals nicht häufigen kritischen Sinn[...]“ in Bezug auf die Quellen aus. Der Hauptteil seiner Schriften befasst sich mit der Exegese der römischen Überlieferungen.

## Werke

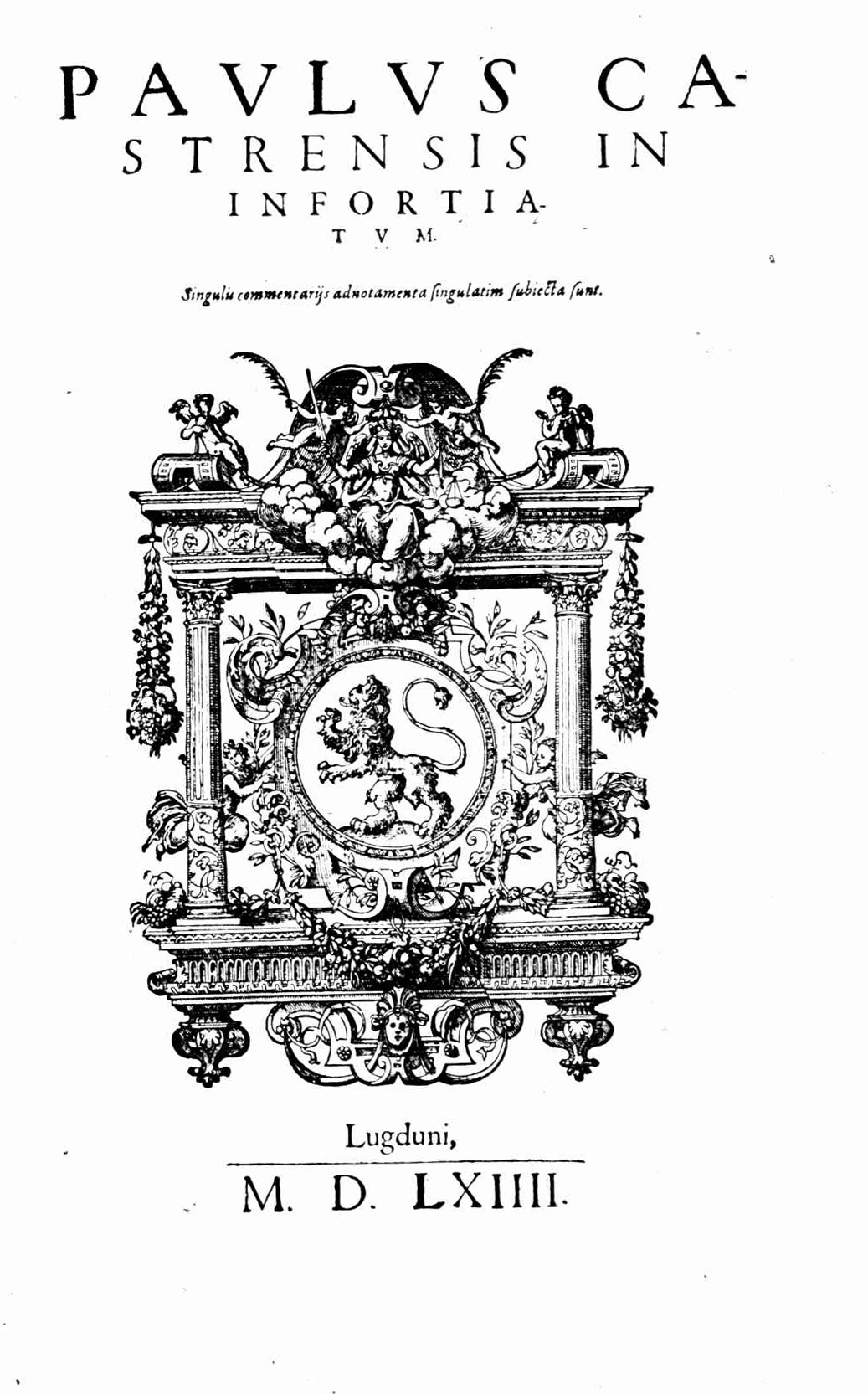
In Infortiatum, 1564

- Consilia et allegationes. Wendelinus de Wila, Roma 1473. (posthume)
  - Consilia. Band 1. Società dell’Aquila che si rinnova, Venezia 1581 (Latein, Online).
  - Consilia. Band 2. Società dell’Aquila che si rinnova, Venezia 1581 (Latein, Online).
  - Consilia. Band 3. Società dell’Aquila che si rinnova, Venezia 1581 (Latein, Online).
- Lectura super VI. libro Codicis. Heinrich von Köln per Antonium Venereum et Johannem Hemo, Brescia 1477. (posthume)
- Lectura super II. parte digesti veteris. Heinrich von Köln per Sigismundum a Libris, Bologna 1478. (posthume)
- Lectura super I. parte Infortiati. Heinrich von Köln, Bologna 1478. (posthume)
- Lectura super II. parte Infortiati. Andreas Belfortis, Ferrara 1480. (posthume)
  - In Infortiatum. Etienne Servain, Lyon 1564 (Latein, Online).
- Lectura super II parte digesti novi, cum aepistolam Francisci Tuppi. Sixtus Riessinger per Bernardinum de Gerardinis de Amelia, Napoli 1479. (posthume)
- Repetitio in rubrica de liberis et postumis. Heinrich von Köln, Bologna 1479. (posthume)
- Lectura super I.-III. libris Codicis. Heinrich von Köln, Modena 1483. (posthume)
- Lectura super I. parte digesti veteris. Heinrich von Köln, Bologna 1483. (posthume)
- Lectura super VII. libro Codicis. Franciscus Moneliensis, Hermann Liechtenstein, Venezia 1483. (posthume)
- Lectura super I. parte digesti novi. Francisci Moneliensis, 1483. (posthume)
- Epistolae. Bernardinus Stagninus, Venezia 1483. (posthume)
- Lectura super VI. libro Codicis. Heinrich von Köln & C., Siena 1484. (posthume)
- Lectura super IV. libro Codicis. Heinrich von Köln per Laurentium Canizarium, Jacobum Germonia & Lucam de Martinis, Siena 1485. (posthume)
- Repetitiones tres etc. Bernardinus Stagninus, Venezia 1491. (posthume)
- Alberti de Gandino: De maleficiis, cum Additionibus Pauli de Castro. Bernardinus Stagninus, Venezia 1491.
- Repetitio de vi et de iudiciis. Leonardus Gerla, Pavia 1494. (posthume)
- Patavinae praelectiones. Band 1. Georges Regnault, Lyon 1546 (Latein, Online).
  - Patavinae praelectiones. Band 2. François Marchant & Claude Marchant, Lyon 1547 (Latein, Online).
  - Patavinae praelectiones. Band 3. Gaspard Trechsel, Lyon 1546 (Latein, Online).
  - Patavinae praelectiones. Band 4. Georges Regnault, Lyon 1546 (Latein, Online).
  - Patavinae praelectiones. Band 5. Gaspard Trechsel, Lyon 1546 (Latein, Online).
  - Patavinae praelectiones. Band 6. Georges Regnault, Lyon 1548 (Latein, Online).
  - Patavinae praelectiones. Band 7. Gaspard Trechsel, Lyon 1546 (Latein, Online).
  - Patavinae praelectiones. Band 8. Georges Regnault, Lyon 1548 (Latein, Online).